# Etienne-Alexandre Bernier
Etienne-Alexandre Bernier (francès: Étienne-Alexandre Bernier)  (Daon, 31 d'octubre de 1762 - París, 1 d'octubre de 1806) fou un bisbe de l'església catòlica francesa.

## Biografia
Va participar en la Revolta de La Vendée després de l'exèrcit catòlic i real per donar suport espiritual als soldats.
Després d'acabar els estudis de teologia al col·legi d'Angers, va ser ordenat sacerdot i es va convertir, encara molt jove, en comissari de la parròquia de Saint-Laud d'Angers. Després de la Revolució Francesa, no va voler jurar jurament a la república imposada per la constitució civil del clergat, convertint-se així en un "sacerdot refractari".
Va participar en les guerres de la Vendée, després dels primers èxits, els vendeans van formar un consell superior per establir ordre i administració al departament insurgent i Bernier va formar part d'aquest consell. Es va sobrenomenar "apòstol de la Vendée".
L'"abat Bernier" (com el van anomenar els vendeans) va esdevenir aviat una figura molt important per a l'Exèrcit Catòlic i Reial: va donar bons consells als generals i va saber prestar-se a l'esperit militar sense fallar en les seves funcions de sacerdot.
Després del Gir de galerna, Bernier sempre va mostrar molta constància i fermesa: va continuar donant suport als soldats i li va inculcar coratge. Però després de la derrota final de Savenay, l'exèrcit va ser destruït i Bernier va romandre ocult a Bretanya.
Tot i això no va renunciar i va continuar incitant als vendeans a continuar la insurrecció, després va tornar a Poitou, i es va unir a l'exèrcit de François de Charette i després al de Stofflet, el qusl va tenir una gran admiració per Bernier i va acceptar sovint la seva consells.
Amb l'ascens al poder de Napoleó, volent tornar a connectar-se amb l'Església catòlica, va escollir Bernier com a representant francès. El papa Pius VII va enviar el mossèn Bartolomeo Spina (arquebisbe de Corint) i el teòleg mossèn Caselli a França per negociar amb el Primer Cònsol i Bernier, la negociació va acabar amb el Concordat de 1801 amb el qual es van restaurar tots els drets de l'Església, perduts amb la constitució civil del clergat.
El papa també va haver de reorganitzar les diòcesis franceses: a causa del cisma molts havien quedat sense capellans i bisbes, ja sigui perquè havien estat excomunicats o perquè havien estat assassinats, i el mateix Bernier va ser ordenat bisbe i li va ser encomanat per la diòcesi d'Orléans el 1802.
Durant un viatge a París, va caure malalt de febre biliar i va morir l'1 d'octubre de 1806. Bernier descansa avui al petit Cementiri del Calvari.